# 杨春雷 (政治人物)
杨春雷（1966年1月—），男，汉族，黑龙江富裕人，中华人民共和国政治人物，中国共产党党员，第十三届全国人民代表大会陕西省代表。中共中央政法委副秘书长。

## 生平
早年长期在黑龙江政法系统工作，历任黑龙江省政法管理干部学院刑法教研部教师、刑法教研部主任，黑龙江省司法厅副厅长，黑龙江省人民检察院副检察长，中共黑龙江省政法委员会副书记，黑龙江省人民检察院常务副检察长等职务。
2018年1月，当选陕西省人民检察院检察长。同年，被选为陕西省出席第十三届全国人民代表大会代表。
2020年11月，出任最高人民检察院副检察长、检察委员会委员。2023年1月，转任中共中央政法委员会副秘书长。2023年2月，不再担任最高人民检察院副检察长、检察委员会委员职务。